# Салапарута
Салапарута (итал. Salaparuta) — коммуна в южной Италии в провинции Трапани.
Расположена на юго-западе острова Сицилия в долине реки Беличе. Население 1 835 (2001).
После разрушительного землетрясения 1968 года, когда город был полностью уничтожен, Салапарута была отстроена заново недалеко от первоначального местоположения.
Салапарута известна своими винами, производство которых приносит значительный доход коммуне. 8 февраля 2006 года вино, производимое в коммуне, получило знак DOC (вино, контролируемое по происхождению).
Покровителем коммуны почитается святой Иосиф Обручник, празднование 19 марта.